# 24 Timer
 For alternative betydninger, se 24 timer (flertydig). (Se også artikler, som begynder med 24 timer)
24 Timer er en Emmy og Golden Globe prisvindende amerikansk tv-serie, skabt af Joel Surnow og Robert Cochran, og er produceret af Imagine Television. Serien bliver i Danmark sendt på TV 2.
Serien blev første gang sendt på det amerikanske Fox 6. november 2001, med kun 13 episoder produceret til at begynde med. Efter hovedrolleindehaveren Kiefer Sutherland vandt en Golden Globe for sin rolle i de første 10 episoder, steg seertallene, hvilket fik FOX til at bestille de sidste 11 episoder i sæsonen.
Hver sæson dækker begivenhederne i en 24 timer lang periode i agenten Jack Bauers liv (spillet af Kiefer Sutherland), mens han forsøger at forhindre et eller flere terrorangreb på amerikansk jord, oftest i Los Angeles (dag 1 – 6), sidenhen i New York City (dag 7 og 8). Serien følger også Jacks kollegaer i Counter Terrorist Unit's afdeling i Los Angeles og New York, såvel som terroristernes handlinger, en civil familie og ofte en vigtig politisk figur som en senator eller den siddende præsident.
Det første afsnit af den ottende og sidste sæson af 24 Timer blev sendt søndag d. 17. januar 2010 i USA. I Danmark kørte den som en julekalender og startede derfor d. 1. december samme år.
I USA blev sæsonen startet med et dobbeltafsnit søndag efterfulgt af endnu et dobbeltafsnit mandag.

## Sæsonsynopsis
Seriens otte sæsoner følger en nogenlunde ens struktur: en primær handling, hvori Jack Bauer og CTU i samarbejde med andre agenturer (f.eks. NSA og FBI) prøver at få løst en overhængende trussel mod USA's nationale sikkerhed. Der sker ofte flere overraskende ofringer, forræderier og andre drejninger af handlingen. Hvert døgn har også flere store sidehandlinger, som varer gennem flere af afsnittene og påvirker hovedhandlingen. Igennem hvert døgn skal Jack Bauer også ofte igennem mange personlige kvaler, ud over hans besvær med at stoppe terroristerne.
Der er dog få mønstre at skue igennem døgnene – f.eks. i dag 2, 4, 6 og 8 er truslen undervejs af nuklear karakter.
Hver sæson foregår i realtid og starter i det første sekund af en time i et (med undtagelse af dag 1) givent døgn –- dag 1 startede midnat PST. Hver episode viser én time af det døgn, og en sæson består dermed af 24 episoder. Serien finder næsten udelukkende sted i Los Angeles, så tidszonen man følger er Pacific Daylight Time i dag 1 – 3 og 5 – 6 og Pacific Standard Time i Sæson 4. Sæson 7 og 8 foregår i New York, som følger Eastern Time.

### Sæson 1
I dag 1 bliver Jack Bauers kone og datter kidnappet af en terroristgruppe, som har planlagt at dræbe den demokratiske senator og præsidentkandidat David Palmer. En dobbeltagent i CTU Los Angeles bliver afsløret, men viser sig ikke at have nogen information som kan hjælpe efterforskningen. Da det bliver afsløret, at manden bag hans families kidnapning er nogen fra hans fortid, indser Jack, at alt hvad der er sket i løbet af dagen, har noget personligt at gøre med både ham selv og David Palmer. Samtidig viser ny information, at den først formodede dobbeltagent slet ikke var det, men skød skylden på en anden.

### Sæson 2
Dag 2 begynder kl. 08.00 lokal tid. Den finder sted ca. 18 måneder efter dag 1, og Jack forsøger stadig at komme sig over sin kone, Teris, død og det kølige forhold til datteren Kim, som mener, at det var Jacks farlige arbejde, som var årsag til sin mors død. Jack arbejder ikke længere for CTU, men da Det Hvide Hus modtager efterretninger, som indikerer, at en atombombe vil blive bragt til sprængning i Los Angeles i løbet af dagen, stoler præsident David Palmer på Jack som dén mand, der kan afværge truslen.

### Sæson 3
Dag 3 begynder kl. 13.00 lokal tid. Der er gået tre år siden USA med nød og næppe undgik, at blive kastet ud i en krig mod tre mellemøstlige lande. Jack er vendt tilbage fra en et-år-lang mission under dække, hvor han infiltrerede Salazar narkotika kartellet. På samme tid efterlader en varevogn en død krop inficeret med et biologisk våben ved National Health Services. CTU modtager herefter en opringning, hvor der bliver truet med at slippe virusset løs i Los Angeles, hvis ikke Ramon Salazar bliver løsladt fra fængslet i løbet af 6 timer. Jacks nye kollega og partner hedder Chase Edmunds, som også har et romantisk forhold til Jacks datter, Kimberly, som nu også arbejder hos CTU. Jack kæmper også en hård kamp mod en afhængighed af heroin, som han fik, mens han var under dække.

### Sæson 4
I dag 4, 18 måneder efter at have forhindret en viral epidemi, arbejder Jack Bauer nu i Washington, D.C. for forsvarsminister James Heller og har et seriøst forhold til ministerens datter Audrey Raines. CTU ledes af Erin Driscoll, da terroristceller i USA kidnapper Jacks nye chef og kæreste. CTU opdager snart, at dette kun er en del af en meget større plan. Jack bliver nødt til at samarbejde med CTU for at forhindre flere sammenhængende angreb fra terroristgruppen under ledelse af Habib Marwan. Hvert af Marwans angreb fører frem til det næste, hvilket fører til et dødeligt scenarie for John Keeler og hans administration.

### Sæson 5
18 måneder efter sæson 4 lever Jack under et alias med en familie i det sydøstlige Californien. I mellemtiden beordrer en ukendt person snigmordene på de fire mennesker, som ved at Jack er i live, i et forsøg på at mistænkeliggøre ham. Han vender tilbage til Los Angeles for at rense sit navn, da en gidselsituation finder sted. Men det er kun et dække for et samarbejde mellem konspiratorer og russiske separatister for at komme i besiddelse af 20 beholdere med Sentox VX nervegas. Gassen skulle oprindeligt bruges til at angribe Moskva, men separatisterne begynder at slippe den løs i Los Angeles som repressalier efter de opdager at en amerikansk agent har infiltreret organisation. Jack forsøger at finde de tilbageværende beholdere og afsløre forræderi dybt inde i Det Hvide Hus.

### Sæson 6
Den sjette sæson havde premiere i USA 14. januar og 15. januar i en 4 timer lang sæsonpremiere, og begyndte på irsk og britisk fjernsyn 21. januar 2007. og på australsk fjernsyn 30. januar. Den havde sin danske debut på TV2 i august 2007.
FOX udgav en sæson 6 Premiere DVD 16. januar. Denne DVD indeholder de første fire episoder af sæson 6, og en forsmag på episode 5. DVD'en blev lagt på nettet via BitTorrent og andre P2P-netværk 6. januar, otte dage før sæsonpremieren.
Dag 6 begynder 6:00. Tyve måneder efter begivenhederne i sæson 5, udleveres Jack af kinesiske embedsmænd til CTU-agenter i Los Angeles efter en aftale indgået med USA's nye præsident Wayne Palmer. Jack sendes kort efter til Abu Fayed, for at skulle ofres til gengæld for hjælp til at stoppe de nylige terrorangreb. Jack opdager dog at CTU har forhandlet for at få Fayed til at udlevere den forkerte mand, hvilket lader den rigtige terrorist, Fayed, fortsætte med at koordinere terrorangreb rundt omkring i USA. På grund af alle angrebene, er amerikanerne paniske, og Jack skal nu, med hjælp fra Bill Buchanan, Chloe O'Brian og andre CTU-agenter såvel som Karen Hayes, Thomas Lennox og præsident Wayne Palmer i Det Hvide Hus, stoppe disse terrorister fra at bruge fem sovjetisk designede kuffertbomber med atomladninger.

### 24: Redemption
24: Redemption, som frit oversat til dansk bliver "24 timer: Syndsforladelse", foregår i landet Sangala, et fiktivt land i Afrika, hvor der hersker borgerkrig. På den ene side er den sangalesiske regering, på den anden side er rebellederen General Benjamin Juma og hans højre hånd, Oberst Iké Dubaku.
Jack Bauer arbejder frivilligt på en skole for børn, der er blevet forældreløse på grund af den herskende borgerkrig. Bauer bliver kontaktet af en FN-medarbejder, der har en ordre til Bauer om at møde foran det amerikanske senat, men dette ønske har Bauer ikke tænkt sig at efterkomme. Men da Jumas mænd kommer for at rekruttere "værnepligtige" børnesoldater, må Bauer og hans makker Carl Benton flygte med børnene, hvilket leder Bauer gennem Sangalas jungle.

### Sæson 7
Dag 7 starter kl. 08.00 og blev første gang vist i USA d. 11. januar 2009 – forsinkelsen skyldes manuskriptforfatternes strejke. Sæsonen blev skudt i gang på Fox først med et dobbeltafsnit søndag og derefter endnu et dobbeltafsnit mandag.
I Danmark begyndte sæsonen d. 3. september 2009 på TV 2.
På dagen for præsidentskiftet, hvor Noah Daniels må vige pladsen for Allison Taylor, den "første kvindelige præsident i USA", har Juma foretaget et massemord, hvor det nu estimeres, at over 300.000 sangalesere samlet er blevet dræbt, i hvad der menes at være en etnisk udrensning af landet, og regeringen i Sangala beder USA om hjælp, men meningsmålingerne går den valgte, men endnu ikke indsvorne, præsident Taylor imod, og den (i starten) siddende præsident Daniels gør intet mht. Sangala.
Med Jack Bauers tilbagevenden til USA, indledes en retssag imod ham, med anklager som "overtrædelse af menneskerettigheder", som foregik mens han arbejdede for det nu nedlagte CTU og det amerikanske forsvarsministerium. Men under en af senatafhøringerne kommer FBI-agenten Renee Walker forbi med en dommerkendelse, der siger, at Jack Bauer skal overdrages til hendes varetægt. Jack Bauer skal nemlig hjælpe FBI New York med at finde og fange en sine gamle venner og kollegaer, der indtil nu var formodet død.
Der opstår et brud på nationens sikkerhed da en firewall, med ansvar for USA's infrastruktur, bliver hacket.
Sådan starter døgnet for Jack Bauer, der ikke længere arbejder for CTU, da dette er blevet nedlagt.

### Sæson 8
Starter 18 måneder senere begynder 4:00. Jack bliver bragt ind af CTU for at afdække et russisk komplot om at myrde islamisk leder Omar Hassan under fredsforhandlinger med den amerikanske præsident Taylor. 

### 24: Live Another Day
Starter fire år senere begynder kl 11:00, og flygtningen Jack er i London hvor han forsøger at stoppe et attentatforsøg på præsident James Heller.

## Medvirkende
Se liste over personer i 24 Timer for en mere fuldstændig liste.

### Rollebesætning ved udgangen af Sæson 6
| Skuespiller       | Person                 | Sæsoner      |
| ----------------- | ---------------------- | ------------ |
| Kiefer Sutherland | Jack Bauer             | Sæson 1-7    |
| Mary Lynn Rajskub | Chloe O'Brian          | Sæson 3-7    |
| DB Woodside       | Wayne Palmer           | Sæson 3, 5-6 |
| James Morrison    | Bill Buchanan          | Sæson 4-7    |
| Roger Cross       | Curtis Manning         | Sæson 4-6    |
| Eric Balfour      | Milo Pressman          | Sæson 1 og 6 |
| Carlo Rota        | Morris O'Brian         | Sæson 5-6    |
| Regina King       | Sandra Palmer          | Sæson 6      |
| Glenn Morshower   | Aaron Pierce           | Sæson 1-7    |
| Jayne Atkinson    | Karen Hayes            | Sæson 5-6    |
| Paul McCrane      | Graem                  | Sæson 5-6    |
| Peter MacNicol    | Thomas Lennox          | Sæson 6      |
| Marisol Nichols   | Nadia "Natalie" Yassir | Sæson 6      |
| Alexander Siddig  | Hamrin Al-Assad        | Sæson 6      |
| James Cromwell    | Phillip Bauer          | Sæson 6      |
| David Hunt        | Darren McCarthy        | Sæson 6      |
| Kal Penn          | Ahmet                  | Sæson 6      |
| Harry Lennix      | Walid Al-Rezani        | Sæson 6      |
| Kim Raver         | Audrey Raines          | Sæson 4-6    |
| Gregory Itzin     | Charles Logan          | Sæson 4-6    |
| Jean Smart        | Martha Logan           | Sæson 5-6    |

### Sæson 7 rollebesætning pt.
| Skuespiller       | Person         |
| ----------------- | -------------- |
| Kiefer Sutherland | Jack Bauer     |
| Carlos Bernard    | Tony Almeida   |
| James Morrison    | Bill Buchanan  |
| Annie Wersching   | Renee Walker   |
| Mary Lynn Rajskub | Chloe O'Brian  |
| Cherry Jones      | Allison Taylor |
| Colm Feore        | Henry Taylor   |
| Bob Gunton        | Ethan Kanin    |
| Janeane Garofalo  | Janis Gold     |
| Jeffrey Nordling  | Larry Moss     |
| Rhys Coiro        | Sean Hillinger |

## Anerkendelser
- Kiefer Sutherland vandt en Golden Globe for sin rolle i den første sæson af 24 Timer; Surnow og Cochran, seriens skabere, vandt en Emmy Award.
- I 2004 vandt serien Golden Globe for bedste dramaserie.
- 24 Timer vandt følgende Emmy Awards: 
  - Outstanding Single-Camera Picture Editing For A Drama Series
  - Outstanding Single-Camera Sound Mixing For A Series
  - Outstanding Casting For A Drama Series
  - Outstanding Stunt Coordination .
- Sean Callery vandt en Emmy i 2003 for sit arbejde på Episode 2.15 (Sæson 2, 22:00 til 23:00) for "Outstanding Music Composition for a Series".
- Kiefer Sutherland fik desuden Screen Actors Guild Award for "Outstanding Performance by a Male Actor in a Drama Series" i 2004 og 2006.

24 Timer modtog 12 Emmy Award nomineringer i 2006, deriblandt Bedste dramaserie, Bedste mandlige hovedrolle (Kiefer Sutherland), Bedste mandlige birolle Gregory Itzin (Charles Logan) og Bedste kvindelige birolle Jean Smart (Martha Logan).. 
Itzin sagde i et interview efter nyheden, "Så bare det at slutte som en ud af fem er naturligvis en stor overraskelse og meget tilfredsstillende. Men på en anden måde var jeg ikke forbavset for serien er så pokkers god at den bør anerkendes."
Ved Primetime Emmy uddelingen vandt 24 Timer Bedste dramaserie og Sutherland blev Bedste mandlige hovedrolle i en dramaserie
mens instruktør Jon Cassar blev Bedste Instruktør for en Dramaserie
Serien vandt også "Best Dramatic Underscore Music Composition" og "Best Single Camera Editing".

## Elementer

### Realtid
24 Timer er en thriller som foregiver at foregå i "realtid", hvor hvert minut af udsendelsen svarer til et minut i personernes liv. Denne realtid tydeliggøres ved at et digitalt ur vises på skærmen fra tid til anden—dette svarer nogenlunde til en episodes varighed, hvis man medregner reklamerne. 
Handlingen skifter mellem forskellige steder mens den skifter mellem de parallelle oplevelser for de forskellige personer som alle direkte eller indirekte er involverede i den overordnede handling. Dette resulterer i at der for hver person kan være lange perioder hvor personen slet ikke bliver vist. En central person kan muligvis kun ses i et kvarter af en sæsons sendetid. En meddelelse før hver episode der viste at "[Begivenhederne] vises i deres faktiske tidsforløb" blev droppet efter den fjerde episode (03:00 – 04:00) af Sæson 1, selvom den dog blev brugt i den første episode af Sæson 2 og 3. Sæson 4 og 5 har ikke en sådan meddelelse.

### Historiefortælling og visuel stilart
24 Timer bruger hurtige og indviklede handlinger. Personer, selv de mest populære af slagsen, bliver dræbt nærmest tilfældigt, hvilket fastholder seerne på kanten af stolen. Jack Bauer kan til tider være fuldstændig ubarmhjertig og frit dræbe, lemlæste og torturere for at nå sine mål, hvilket gør ham til en af de mørkeste hovedroller i tv-historien. Udover sine thriller-aspekter menneskeliggør serien også sine personer ved at lade seerne følge deres arbejdsklima og familieproblemer.
Et ofte brugt tema i 24 Timer er hvor personer står over for at tage en beslutning om de skal lade noget tragisk ske for et større formål. I Sæson 2 har et medlem af præsidentens stab muligheden for at advare CTU om et forestående angreb på deres bygning, men mener at hvis han gør dette vil det alarmere forbryderne og dermed ødelægge et værdifuldt spor. En lignende situation sker før et angreb på et indkøbscenter i Sæson 5. I Sæson 3 skal præsidenten og CTU-agenter vælge mellem en højtstående CTU-embedsmands liv og den umiddelbare trussel fra yderligere angreb. Sæson 4 har en kendt scene hvori to mænd — hvoraf den ene besidder afgørende information — ligger døende på en klinik, hvilket skaber et etisk dilemma om hvem der skal reddes. Derudover skal de siddende præsident ofte løse lignende situationer.
Tidligt i seriens historie brugtes ofte en opdeling af skærmen til at følge flere handlinger, selvom dette i de seneste sæsoner blev skaleret lidt ned og bruges nu hovedsageligt til at komme ind og ud af reklamepauserne. Belysningen i serien er meget naturalistisk, med indendørsscener som typisk ser meget mørke ud og udendørsscener hvori der ofte er voldsomt meget sollys.

## 24 Timeri andre medier
Efterhånden er historier som finder sted i samme univers som 24 Timer blevet fortalt udenfor tv-serien, blandt andet i tegneserier, romaner, et computerspil og en film i 2007/2008. 

### 24: The Movie
Kiefer Sutherland har bekræftet at 24: The Movie er under udarbejdelse, og seriens skabere allerede arbejder på manuskriptet. Filmen vil være en to timer lang repræsentation af en 24 timer lang dag. 29. maj 2006 bekendtgjorde Sutherland, på Chris Moyles radioshow på BBC Radio 1, at de vil begynde at filme 30. maj 2007 (mellem sæson 6 og 7), og den forventes færdig mellem sæson 7 og 8 i sommeren 2008. I et interview med Chicago Sun-Times indrømmede Sutherland at "Hver eneste gang [holdet bag filmen] kom virkelig tæt på at få en god ide til en film, skulle den bruges til episode 18," hvilket betyder at det har været svært at finde på ideer til en filmversion af serien da man først og fremmest skulle bruge de ideer til tv-serien. Filmen blev officiel 8. juni 2006.

### 24: The Game
24: The Game er et computerspil baseret på tv-serien. Spillet er eksklusivt til Sonys PlayStation 2 konsol og blev udviklet af Sony Computer Entertainments Cambridge Studios, og blev udgivet af 2K Games. 24: The Game finder sted mellem sæson 2 og 3 og de fleste hovedrolleindehavere fra de to sæsoner har lagt stemmer til deres egne figurer. Dette første forsøg i spilgenren tjener også som en bro over det store hul der var i handlingen mellem anden og tredje sæson.

### Tegneserier
IDW Publishing har udgivet tre graphic novels, der finder sted på forskellige tidspunkter i serien. Den første, 24: One Shot, forsøgte at emulere seriens realtid. Den blev fulgt af 24 Stories og 24: Midnight Sun, som dog ikke gjorde dette. Alle tre er nu med i en bog med titlen 24 udgivet af Titan Books. En seks-delt miniserie med titlen 24: Nightfall vil blive udgivet i starten af november 2006.

### Bøger
24: The House Special Subcommittee's Findings at CTU skrevet af Marc Cerasini, var en guide til den første sæson, skrevet af en journalist i serien med samme navn. Bogen indeholder Jack Bauers vidneudsagn overfor storjuryen såvel som personprofiler og obduktionsrapporter.
Tre paperback romaner er også blevet udgivet af Harper Entertainment under titlen 24: Declassified. De er:
- Operation Hell Gate af Marc Cerasini, udgivet i efteråret 2005
- Veto Power af John Whitman, udgivet i efteråret 2005
- Trojan Horse også af Marc Cerasini, udgivet februar 2006
- Cat's Claw forventedes udgivet i sommeren 2006, men blev forsinket til januar 2007. Skrevet af John Whitman.
- Vanishing Point vil blive skrevet af Marc Cerasini og er planlagt til udgivelse i marts 2007.[13]

### 24 Magazine
Det officielle magasin, som udkommer hver anden måned, indeholder interviews med skuespillere og filmfolk og meget andet. Det udgives både i USA og Storbritannien af Titan Magazines.

### Mobil
24: Conspiracy er en spin-off af 24 Timer til mobiltelefoner, og som finder sted i Washington, D.C. Den varer 24 et-minuts episoder og finder sted i løbet af Dag 4, hvilket indikeres af en hentydning til kidnapningen af Heller samme dag. Den er ikke i realtid.

### Soundtracks
Diverse soundtracks er blevet skabt til serien. Den mest kendte er 24: The Soundtrack som indeholder nitten musiknumre som blev komponeret eksklusivt til de første tre sæsoner af producer Sean Callery, deriblandt seriens fulde titelmelodi som dog aldrig var blevet brugt.

### Actionfigurer
Medicom, en japansk legetøjsproducent, har produceret to tolv-tommer store actionfigurer af Jack Bauer som han ser ud i Sæson 4.

### Top Trumps
Winning Moves har udgivet en "24 limited editions" version af deres Top Trumps spil i Storbritannien i 2005. Sættet indeholder 30 kort med betydningsfulde personer fra de første fire sæsoner af tv-serien.

## Fodnoter
1. ↑  "Torture Chamber". Arkiveret fra originalen 4. januar 2007. Hentet 29. september 2006.
2. ↑  "Arkiveret kopi". Arkiveret fra originalen 29. november 2006. Hentet 24. januar 2007.
3. ↑  "Yahoo!". Arkiveret fra originalen 8. februar 2007. Hentet 24. januar 2007.
4. ↑  "24 Season 6 Leaked on BitTorrent | TorrentFreak". Arkiveret fra originalen 25. januar 2007. Hentet 24. januar 2007.
5. ↑  Owen, Rob (7. august 2009). "PRESS TOUR JOURNAL: '24' plans ahead". Pittsburgh Post-Gazette. Arkiveret fra originalen 27. april 2012. Hentet 31. maj 2011.
6. ↑  Deerwester, Jayme (3. oktober 2013). "Jack Bauer surfaces for '24: Live Another Day'". USA Today. Arkiveret fra originalen 5. oktober 2013. Hentet 5. oktober 2013.
7. ↑  "List of all major Emmy nominations". Arkiveret fra originalen 23. september 2006. Hentet 29. september 2006.
8. ↑  "USA today". Arkiveret fra originalen 15. juni 2019. Hentet 29. september 2006.
9. ↑  "What a nice evening". Arkiveret fra originalen 20. september 2006. Hentet 29. september 2006.
10. ↑  Kiefer knows Jack (Webside ikke længere tilgængelig)
11. ↑  TV.com (Webside ikke længere tilgængelig)
12. ↑  "IDW By the Numbers: 24 & 30 Days of Night". Arkiveret fra originalen 22. oktober 2006. Hentet 29. september 2006.
13. ↑  "Amazon.com: 24 Declassified: Vanishing Point: Marc Cerasini: Books".

## Eksterne links
- Fox 24 Timer webside, officielt forum og andet Arkiveret 7. marts 2009 hos  Wayback Machine (på engelsk)
- Wikia har en wiki om: 24 (på engelsk)
- 24 Timer på Internet Movie Database (engelsk)
- 24 Timer på AllMovie (engelsk)
- 24 Timer hos British Film Institute (engelsk)
- 24 Timers profil hos Encyclopædia Britannica Online (engelsk)
- 24 Timer på Rotten Tomatoes (engelsk)
- 24 Timer på Metacritic (engelsk)
- 24 Timer på Filmaffinity (engelsk)
- 24 Timer på Netflix (engelsk)
- 24 Timer hos The Movie Database (engelsk)
- 24 Timer hos TV Guide (engelsk)